# Mury obronne Lewoczy

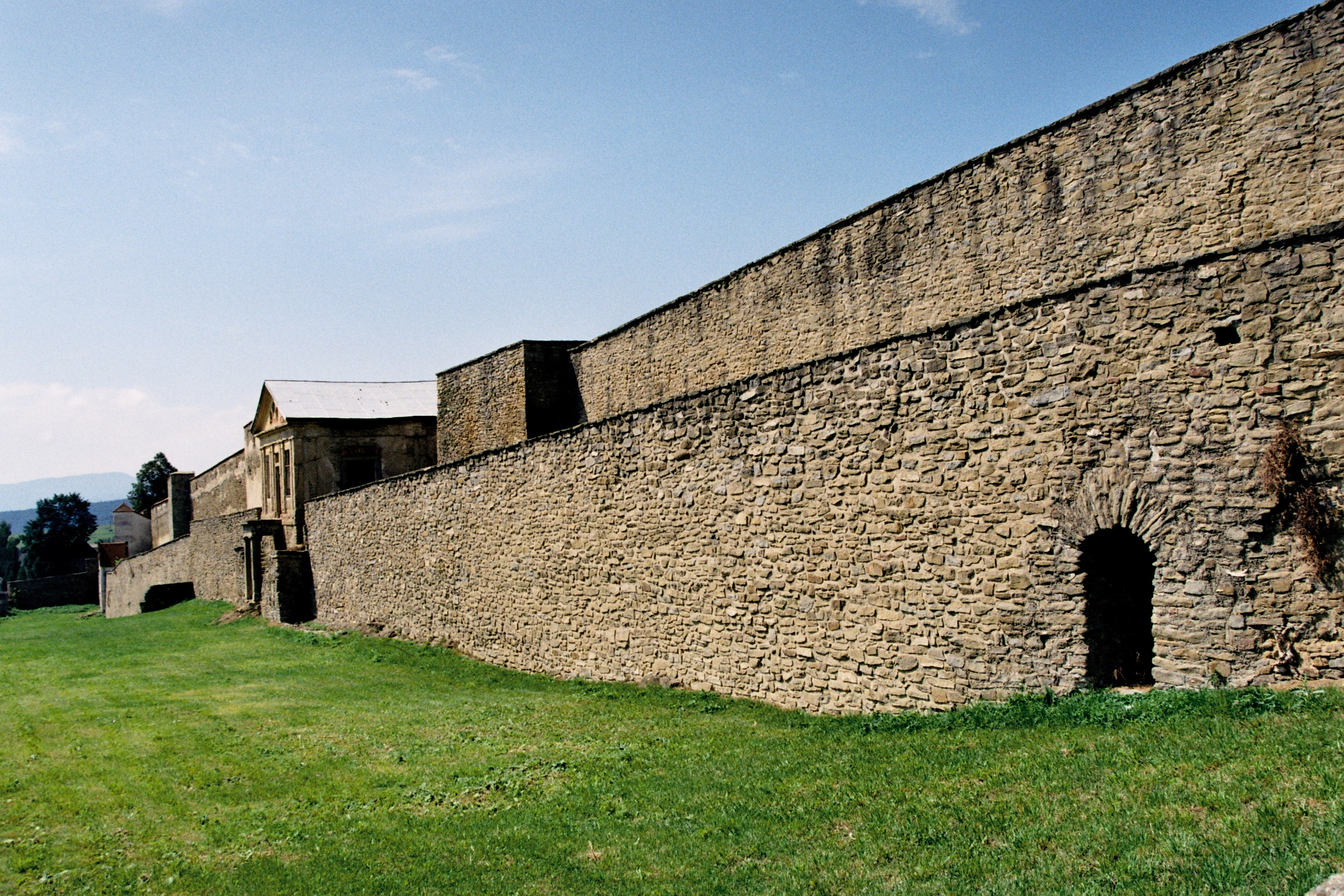
Mury miejskie w Lewoczy

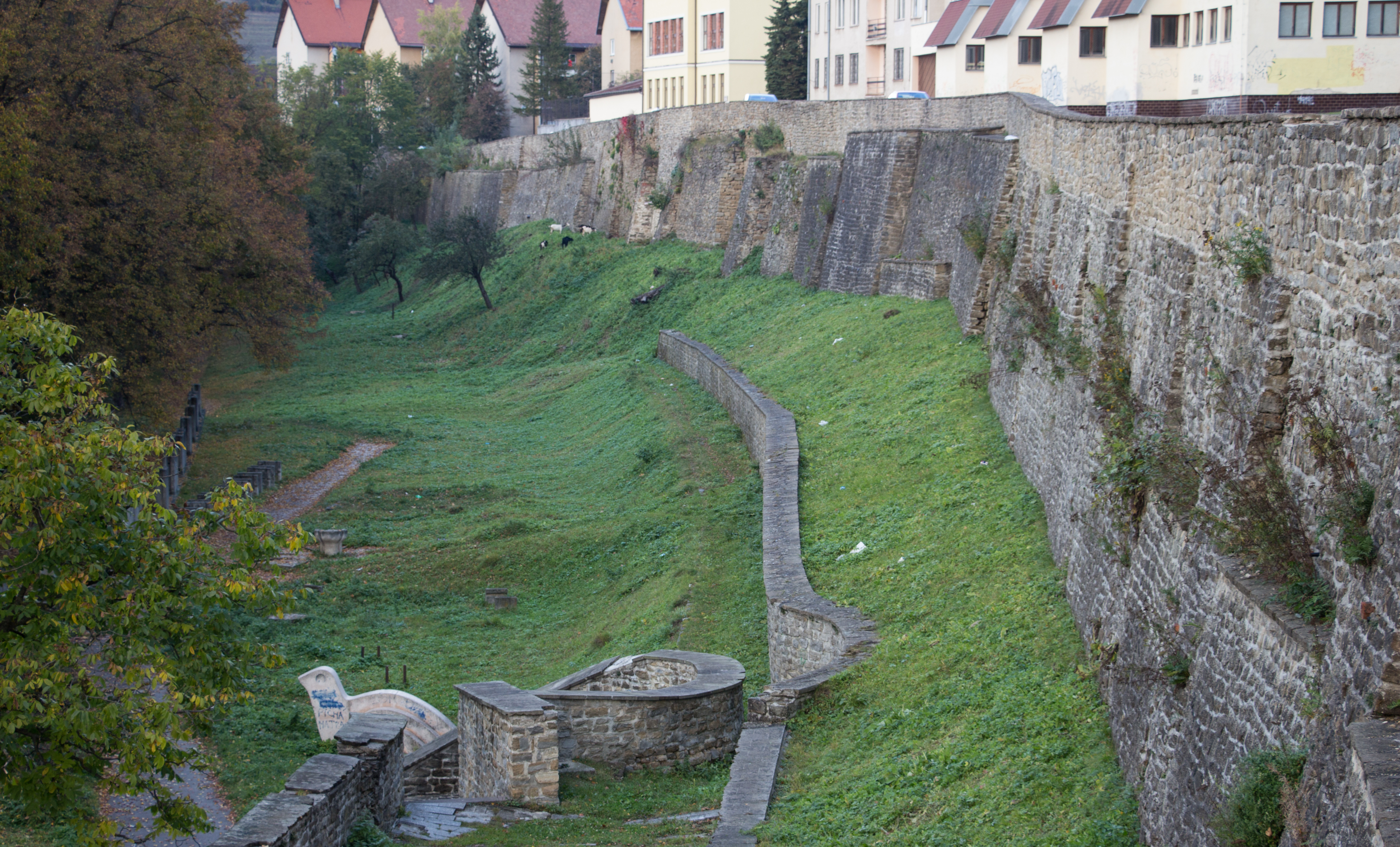
Mury miejskie w Lewoczy

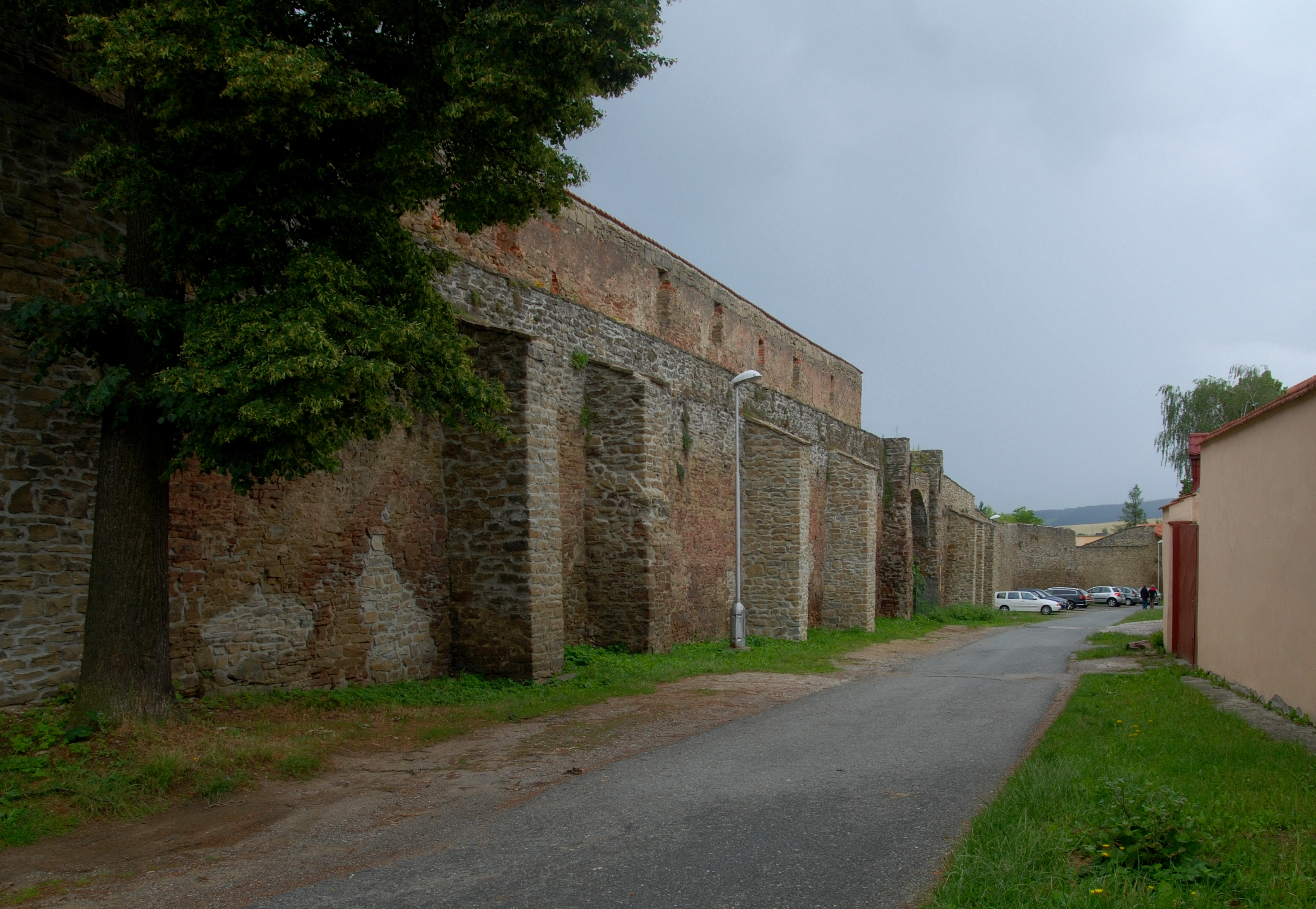
Mury miejskie w Lewoczy

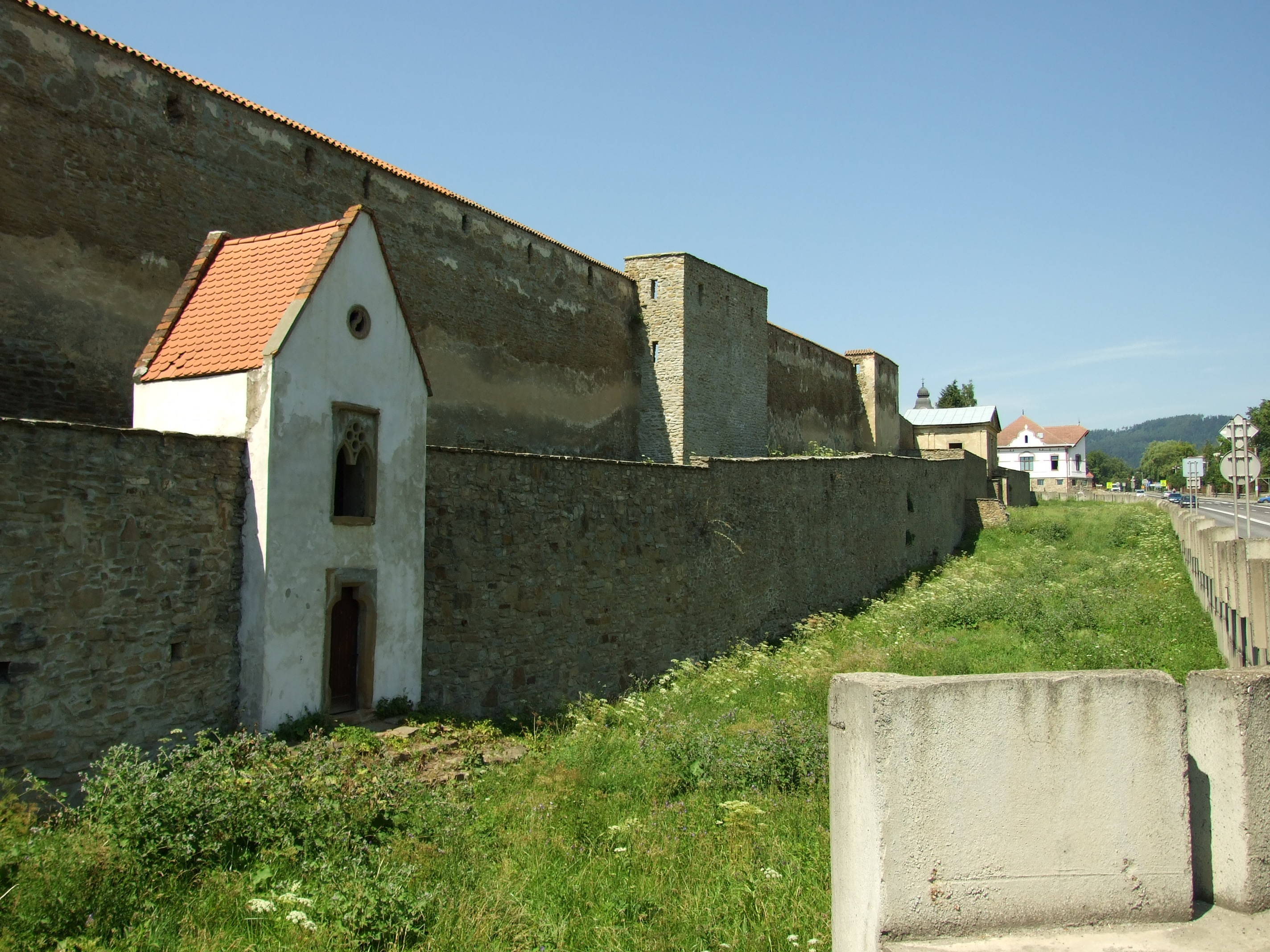
Mury miejskie w Lewoczy

Mury obronne Lewoczy – system pochodzących w większości z okresu średniowiecza budowli obronnych w postaci muru obwodowego z basztami, wieżami oraz bramami, opasujących historyczne jądro miasta Lewocza na Spiszu, w północno-wschodniej Słowacji. Stanowi jeden z najlepiej zachowanych dawnych miejskich systemów obronnych w całej Słowacji.
Już w połowie XIII w. Lewocza posiadała system obronny, lecz składał się on wówczas jeszcze z drewnianych palisad i płotów. Mury obronne budowane z kamienia zaczęto wznosić w Lewoczy w II połowie tego wieku (zapewne tuż po najeździe „tatarskim” z l. 1241-42), a w głównym zarysie ukończono w następnym stuleciu – być może już ok. 1310 r. Liczyły one ok. 2,5 km długości i otaczały całe ówczesne miasto. Wysokość muru głównego wynosiła 6–8 m, a niższego muru zewnętrznego ok. 3–3,5 m. Pomiędzy nimi biegło szerokie na 4,5–6 m międzymurze (tzw. parkan) – pas ziemi, po którym mogli się poruszać obrońcy w pierwszej fazie oblężenia. Całość obiegała szeroka na 13–15 m i głęboka na 3–4 m fosa o umocnionych brzegach, która mogła być wypełniona wodą z Lewockiego Potoku (słow. Levočský potok). W ciągu fortyfikacji istniało pierwotnie 13 baszt i wież, nazywanych w zależności od ich usytuowania lub cech szczególnych (Hrubá vež, Klášterní vež, Putscherova vež, Sedmá vež, Spálená vež, vež Ostrý kút i in.). Z czasem ich ilość zwiększono do 15. Najstarsze baszty pochodziły z XIV w. Były otwarte od wewnątrz (tzw. baszty łupinowe), aby wróg po zdobyciu nie mógł ich użyć jako punkty oporu przeciwko walczącemu dalej miastu. Z biegiem czasu system obronny był w różny sposób modyfikowany. Ostatnie przebudowy umocnień miały miejsce na początku XVI w., kiedy powszechnie weszła już w użycie artyleria.
Pierwotnie miasto miało tylko dwie bramy: Górną czyli Koszycką (słow. Vyšná brána, Košická brána) oraz Dolną, czyli Polską (słow. Dolná brána, Poľská brána). Pomiędzy nimi nieco później powstała trzecia brama – Menhardzka (słow. Menhardská brána). Została ona jednak poważnie uszkodzona podczas wielkiego pożaru miasta w 1599 r. i już w roku 1603 została zamknięta. Zastąpiła ją niezachowana do dziś brama południowa.
Podobnie jak i w innych miastach otoczonych murami do ich obrony mieli obowiązek wszyscy obywatele. Poszczególne odcinki murów oraz baszty obronne były rozdzielone pomiędzy poszczególne cechy rzemieślnicze, które miały obowiązek utrzymywania przy nich odpowiednich zapasów broni, prochu i kul.
Na skutek długotrwałego oblegania miasta przez wojska cesarskie w czasie powstania Franciszka Rakoczego w 1710 r., a następnie szerzącej się zarazy morowej, mury były w 1711 r. w bardzo złym stanie. Ze względu na zubożenie miasta remont murów znacznie przeciągnął się w czasie: jeszcze w 1728 r. umocnienia nie były do końca pokryte gontem. W ciągu XVIII w. mury obronne średniowiecznego pochodzenia utraciły jednak w większości swój walor militarny. Dlatego już w 1803 r. wiedeńska Komora Dworska pozwoliła na sprzedaż części umocnień. Baszty i wieże przeznaczono na cele mieszkalne, zaś tereny dawnej fosy zamieniono na ogrody warzywne i sady.
Do dziś zachowało się ok. 80% długości murów obronnych miasta. Brakujące fragmenty, długości niespełna 500 m, znajdują się w południowej części ich obwodu: rozebrano je już dawno, podczas budowy koszar. Niektóre fragmenty istniejących murów zostały zrekonstruowane, pozostała część jest od 1996 r. remontowana i zabezpieczana przed degradacją. Do dziś pozostało również 6 baszt, w tym Baszta Kupiecka i Baszta Prochowa.